# Hans Taihuttu
Hans Taihuttu (ur. 1909, zm. ?) – indonezyjski piłkarz, reprezentant kraju. Podczas kariery występował na pozycji napastnika.

## Kariera klubowa
Podczas kariery piłkarskiej Hans Taihuttu występował w klubie VIOS Batavia.

## Kariera reprezentacyjna
Hans Taihuttu występował w reprezentacji Indii Holenderskich w latach trzydziestych. W 1938 roku uczestniczył w mistrzostwach świata. Na mundialu we Francji wystąpił w przegranym 0-6 spotkaniu I rundy z Węgrami.